# جرج فان کلف
جرج فان کلف (انگلیسی: George Van Cleaf; ۸ اکتبر ۱۸۷۹ – ۶ ژانویهٔ ۱۹۰۵) ورزشکار ورزش شنا اهل ایالات متحده آمریکا بود.
وی در مسابقات کشوری و بین‌المللی در مجموع برندهٔ ۱ مدال طلا شده‌است.